# Wimpassing im Schwarzatale
Wimpassing im Schwarzatale è un comune austriaco di 1 664 abitanti nel distretto di Neunkirchen, in Bassa Austria; ha lo status di comune mercato (Marktgemeinde).